# Shadow of Fear (téléfilm, 1974)
Pour plus de détails, voir Fiche technique et Distribution.
Shadow of Fear est un téléfilm américain de Herbert Kenwith et diffusé le 28 janvier 1974 sur ABC. Contrairement aux autres productions filmées en 35 mm de l'époque, celui-ci a été tourné en vidéo pour des raisons budgétaires.

## Synopsis
La riche épouse d'un homme d'affaires retrouve son appartement vandalisé ainsi que des messages de menace peints sur les murs. Après avoir prévenu la police, le mari demande au directeur de la sécurité de son entreprise de servir de garde du corps à sa femme. L'homme qui était un ancien policier décline l'offre mais se ravise par la suite.

## Fiche technique
- Titre original : Shadow of Fear
- Réalisation : Herbert Kenwith
- Scénario : Larry Brody
- Montage : Gary Anderson
- Distribution : Hoyt Bowers
- Décors : Charles Pierce
- Musique : Bob Cobert
- Effets spéciaux de maquillage : Michael Westmore (en)
- Producteurs : Dan Curtis et Robert Singer
- Producteur associé : Tim Steele
- Compagnies de Production : Dan Curtis Productions
- Compagnie de distribution : ABC
- Genre : Drame
- Pays :  États-Unis
- Durée : 72 minutes[1]
- Date de diffusion :
  -  États-Unis : 28 janvier 1974[2]

## Distribution
- Jason Evers : Martin Forester
- Anjanette Comer : Danna Forester
- Tom Selleck : Mark Brolin
- Claude Akins : Styran
- Philip Carey : Détective Arnburg